# Tibati
Tibati är en ort i Kamerun.   Den ligger i regionen Adamaouaregionen, i den centrala delen av landet, 300 km norr om huvudstaden Yaoundé. Tibati ligger 871 meter över havet och antalet invånare är 35 589.
Terrängen runt Tibati är platt. Trakten runt Tibati är mycket glesbefolkad, med 6 invånare per kvadratkilometer. Det finns inga andra samhällen i närheten. Trakten runt Tibati är huvudsakligen savannskog.